# Gibson Islands

Karte vom Nordosten von Attu

Die Gibson Islands sind eine kleine Inselgruppe in der Mündung des Chichagof Harbor auf der Nordost-Seite von Attu, der größten Insel der Near Islands in den Aleuten. Die Inseln wurden im Juli 1855 bei der North Pacific Surveying Expedition nach Lt. William Gibson, USN, Kommandant des Schoners USS Fenimore Cooper benannt.
Koordinaten: 52° 56′ 45″ N, 173° 16′ 5″ O